# صورة موسيقي
صورة موسيقي هي لوحة مرسومة بالزيت على خشب و تنسب من قبل بعض العلماء إلى ليوناردو دا فينشي. رسمت على الارجح في العام 1490.
كان يعتقد أن الرجل المرسوم في اللوحة هو فرانشينس غافيرنس، الذي كان مايسترو دي كابيلا لكاتدرائية ميلانو. على الرغم من أن البعض يعتقد أن يكون صورة لغافيرنس، والبعض الآخر يعتقد أن الرجل هو ليوناردو دا بستويا الشهير ب(الراهب) في محكمة كوزيمو دي ميديشي.

## وصلات خارجية
- Leonardo da Vinci's Portrait of a Musician[وصلة مكسورة]
- Leonardo da Vinci's self-portrait?